# Johann Georg Trautmann
Pour les articles homonymes, voir Trautmann.
Johann Georg Trautmann, né le 23 octobre 1713 à Deux-Ponts et décédé le 9 février 1769 à Francfort-sur-le-Main, est un peintre et graphiste allemand. Ses œuvres sont conservées dans plusieurs collections publiques allemandes.

## Galerie

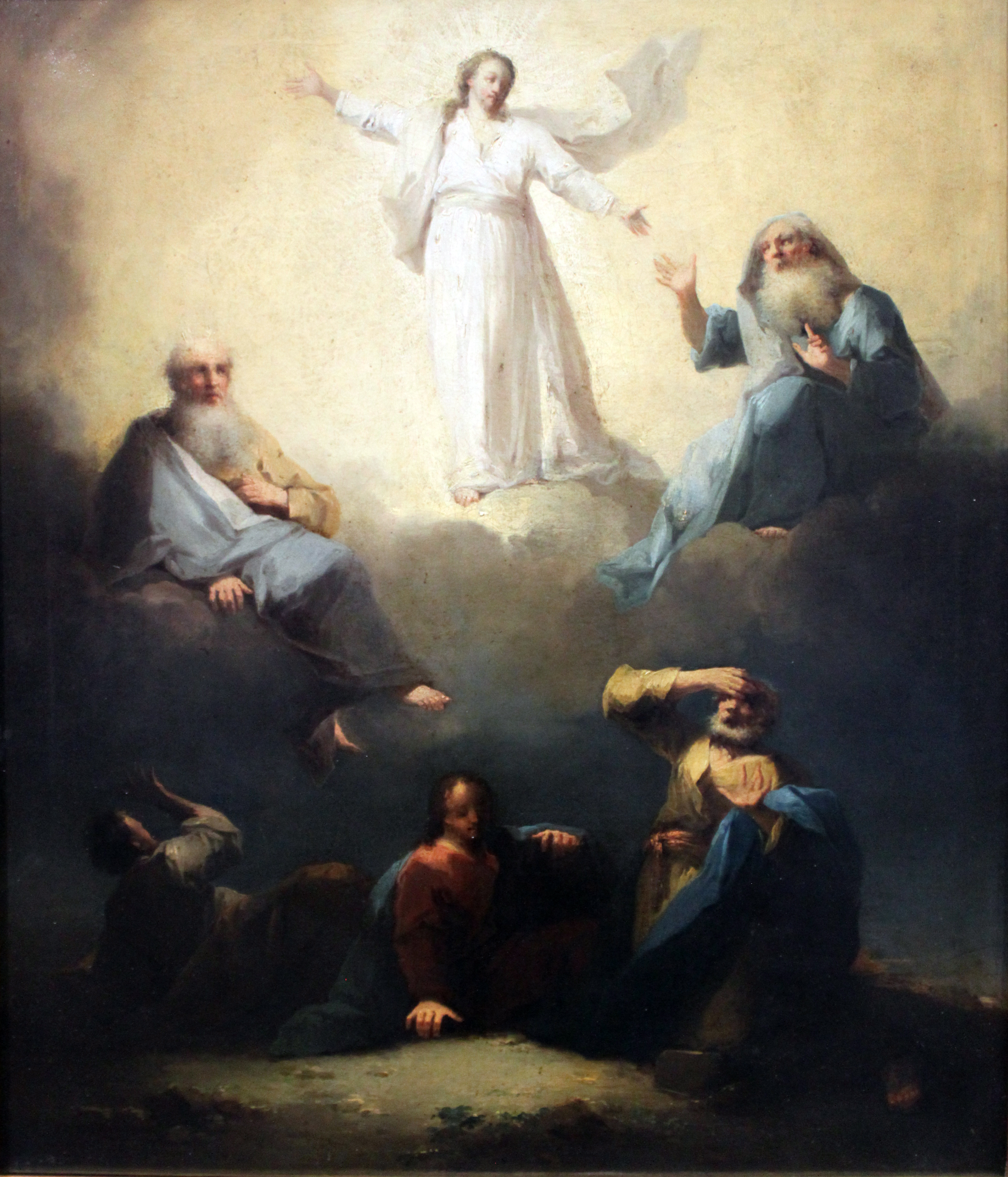
Transfiguration du Christ, 1760, musée Städel
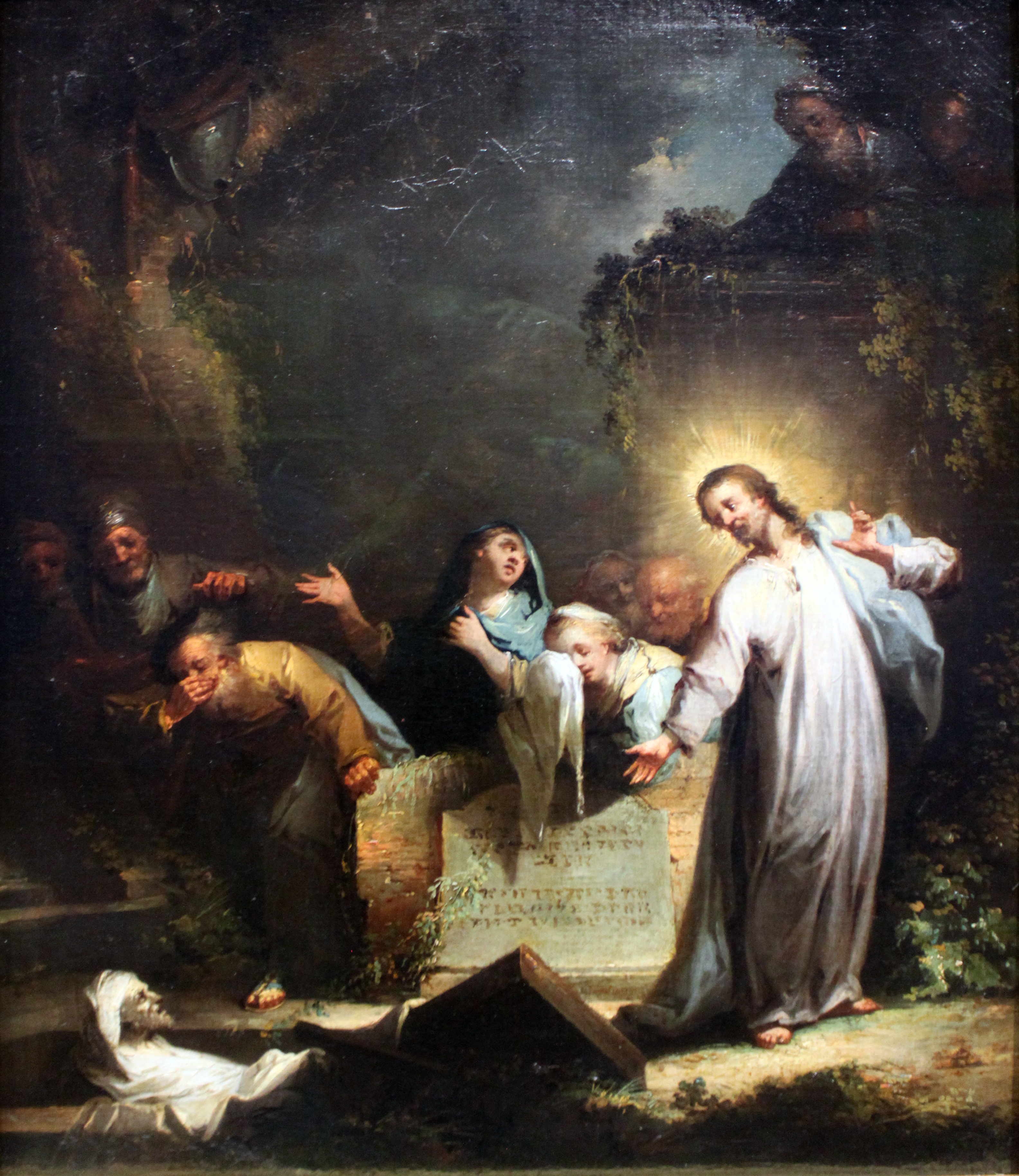
Résurrection de Lazare, 1760, musée Städel
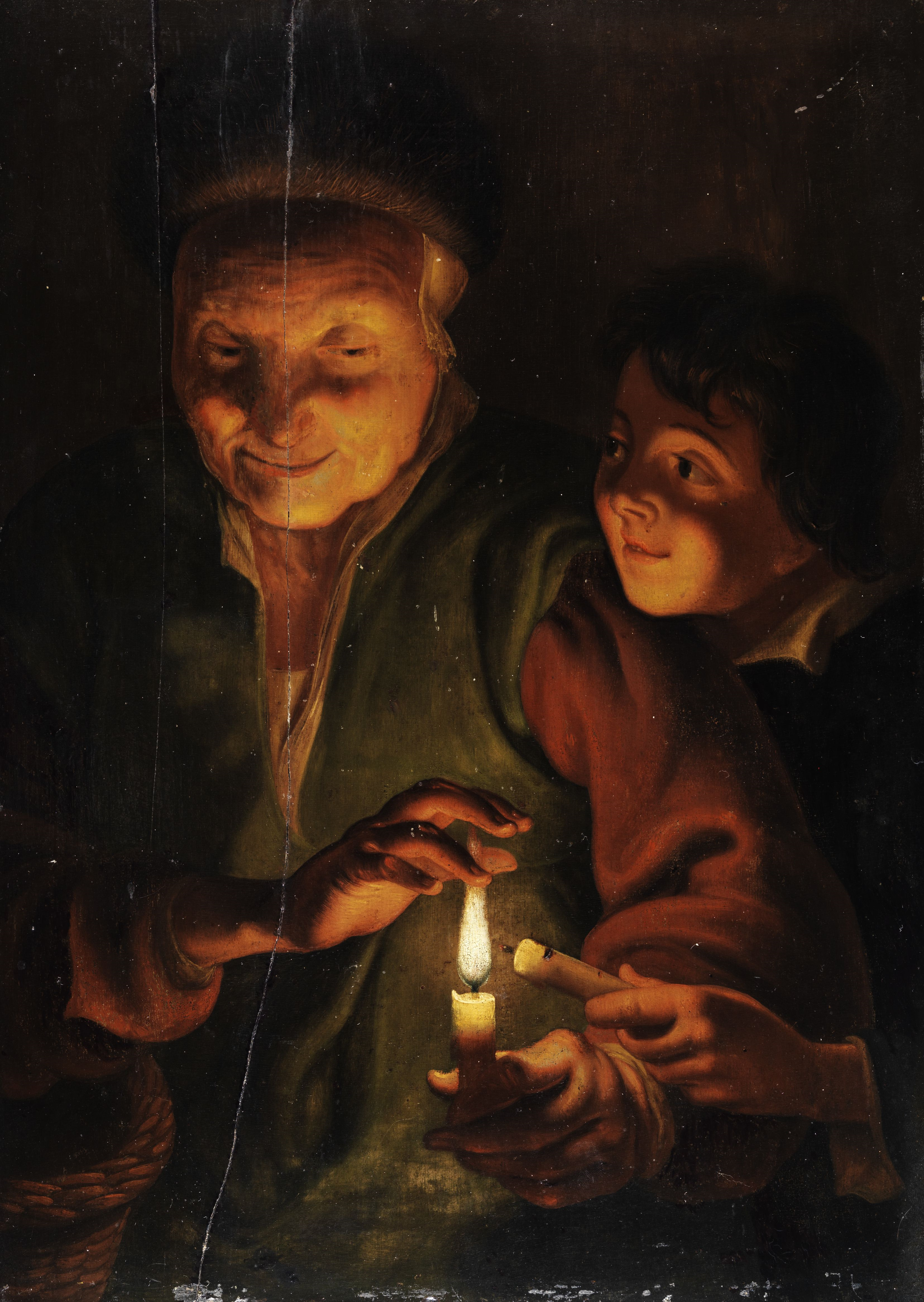
Tableau attribué à Johann Georg Trautmann
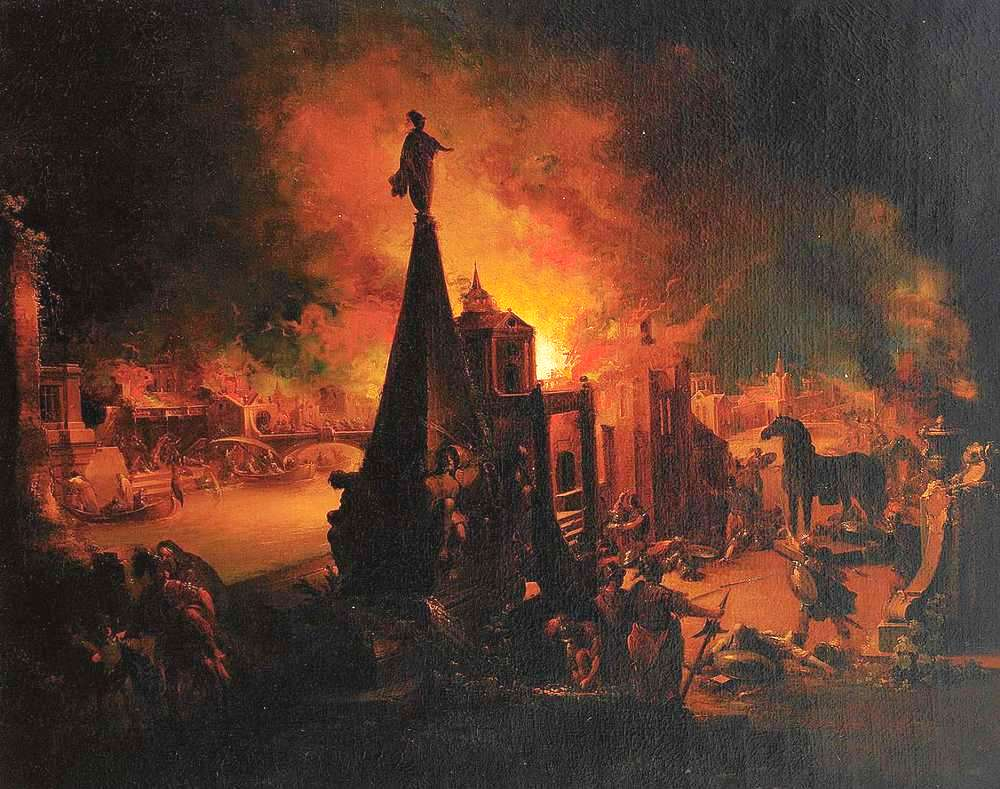
Blick auf das brennende Troja

## Musées
Les œuvres sont exposées dans plusieurs musées :
- Musée des Beaux-Arts de Tours
- Goethe-Museum Frankfurt
- Städel Museum, Francfort-sur-le-Main
- Musée des Beaux-Arts de Brest[1] : Le Dentiste au village, huile sur toile, 57,1 × 97,5 cm.